# Louis Capone
Louis Capone (n. 1896, Napoli, Italia – d. 4 martie 1944, Ossining, New York, SUA) a fost un gangster american care a gestionat activitățile grupului Murder, Inc.. Acesta nu era înrudit cu Al Capone, boss al Chicago Outfit. Capone a fost judecat pentru crimă în 1941 și condamnat la moarte. A fost executat pe scaunul electric în închisoarea din Sing Sing pe 4 martie 1944.

## Biografie
Capone s-a născut la Napoli, Italia și s-a mutat la New York alături de familia sa. A copilărit în Coney Island⁠(d), Brooklyn. La maturitate, acesta s-a mutat în Brownsville, Brooklyn⁠(d). Capone era dscris drept un bărbat suav și bine îngrijit. Acesta avea ochi albaștri apoși și nasul rupt.

### Infracțiuni
Capone controla o pasticceria (o cafenea în stil italian care servea cafea și produse de patiserie) în Brooklyn. Aceasta a devenit un loc de întâlnire popular printre adolescenți, inclusiv pentru viitorii lideri de găști Abe Reles și Harry Maione. Capone a devenit apropiat de cei doi cărora le oferea mâncare gratuită și i-a preluat sub aripa sa.
Capone avea relații strânse cu Purple Gang⁠(d) și desfășura operațiuni de cămătărie⁠(d) atât în Detroit, cât și în New York. A fost implicat și în coruperea muncitorilor din Uniunea Tencuitorilor și era un apropiat al gangsterului Joe Adonis.

### Murder, Inc.
Odată cu sfârșitul războiului Castellammarese din 1931, bandele lui Reles și Maione s-au transformat într-o rețea de asasini care a devenit cunoscută sub numele de Murder, Inc. Albert Anastasia, patronul restaurantului lui Capone, i-a convins pe cei doi șefi ai bandelor că ar putea câștiga mulți bani lucrând împreună pentru Cosa Nostra. Anastasia va trimite ordine de asasinare gangsterului Louis "Lepke" Buchalter, liderul Murder, Inc. Capone va recruta asasinii din bandele Reles și Maione. Acești asasini erau în principal evrei și italoamericani din Brooklyn. În 1934, toate familiile mafiei apelau la grupul Murder, Inc. Odată cu trecerea timpului, Capone a petrecut o perioadă lungă de tip încercând să rezolve disputele dintre liderii celor două găști.

## Moartea
Pe 4 martie 1944, Louis Capone a fost executat pe scaunul electric în închisoarea Sing Sing din Ossining, New York⁠(d). A decis să nu-și rostească ultimele cuvinte⁠(d). După acesta, Weiss⁠(d) și Buchalter au fost la rândul lor executați.
Capone a fost înmormântat în cimitirul Holy Cross⁠(d) din Brooklyn.